# Somatidia kaszabi
Somatidia kaszabi là một loài bọ cánh cứng trong họ Cerambycidae.